# 岩崎博 (物理学者)
岩崎 博（いわさき ひろし、1933年 - 2015年2月24日）は、日本の物理学者。島根県松江市出身。放射光科学、結晶学の発展に貢献した。日本放射光学会会長、日本結晶学会会長などを歴任した。

## 経歴
1956年、東京教育大学理学部物理学科卒業。1958年に東京工業大学大学院理工学研究科修士課程修了後、博士課程途中で退学し、東北大学金属材料研究所小川四郎研究室で助手を務めた。1964年に東北大学助教授、1975年に教授となった。
1986年、高エネルギー物理学研究所に教授として着任し、1991年から1994年まで、フォトン・ファクトリー施設長を務めた。
1994年、総合研究大学院大学名誉教授。同年立命館大学理工学部に教授として着任し、SRセンターの立ち上げに尽力した。SRセンターは学外に開放され、産学官連携に貢献した。
2015年2月24日に肺炎のため、死去した。叙位（正四位）、叙勲（瑞宝中綬章）が授与され、2015年6月10日に高エネルギー加速器研究機構つくばキャンパスにおいて遺族への伝達式が執り行われた。

## 所属学会
- 日本物理学会[5]
- 日本結晶学会（1991年会長、名誉会員）[6]
- 日本放射光学会（1992年会長）[7]
- 日本金属学会[5]